# Plancher-Bas
 Plancher-Bas  es una población y comuna francesa, situada en la región de Franco Condado, departamento de Alto Saona, en el distrito de Lure y cantón de Champagney.

## Demografía
| 1341 | 1293 | 1402 | 1538 | 1644 | 1637 | 1804 |
| Para los censos de 1962 a 1999 la población legal corresponde a la población sin duplicidades (Fuente: INSEE [Consultar]) |      |      |      |      |      |      |